# Teresa Bernadas i Porto
Teresa Bernadas i Porto (Igualada, Anoia, 31 de maig de 1994) és una portera d'hoquei sobre patins catalana.
Va començar a practicar a l'hoquei sobre patins als set anys a l'Igualada Femení Hoquei Club Patins, debutant cinc anys més tard en competicions estatals. Amb el club igualadí va aconseguir el subcampionat d'Espanya de 2008. La temporada 2012-13 va fitxar pel Club Patín Alcorcón, amb el qual va proclamar-se campiona d'Europa el 2014 i subcampiona de la Copa de la Reina el 2013. Dos anys més tard, va fitxar per l'US Coutras Rink Hockey aconseguint la Lliga francesa i el subcampionat de la Copa d'Europa la temporada 2014-15. L'any següent va tornar un altre cop al club madrileny. La temporada 2017-18 va fitxar pel Club Patí Voltregà, amb el qual va aconseguir la Copa d'Europa de 2019. Internacional amb la selecció espanyola entre 2014 i 2019, en categories inferiors va ser campiona d'Europa sub-19 en tres ocasions (2009, 2010 i 2011), i tres en sub-20 (2008, 2009 i 2010). Amb l'equip absolut, va guanyar tres Campionats del Món (2016, essent escollida millor portera del torneig, 2017 i 2019) i un d'Europa (2015). Al final de la temporada 2020-21 es retirà de la competició.
El 15 d'octubre de 2021, l'exjugadora va comunicar per xarxes socials que un mes abans havia patit un cas d'homofòbia al CAP Vic Nord, on se li va especificar un diagnòstic mèdic com a «conducta homosexual d'alt risc». Davant la sensació de sorpresa i indignació va tramitar una denúncia administrativa a través del Servei d'Atenció a la diversitat sexual i identitats de gènere d'Osona (SAI LGTBI Osona) perquè no tornés a passar més, mentre que els responsables del centre de salut pública vigatà li van demanar disculpes i la van citar a una reunió formal el 18 d'octubre.

## Palmarès
Clubs
- 2 Copa d'Europa d'hoquei sobre patins femenina: 2013-14 i 2018-19
- 1 Campionat de França d'hoquei sobre patins femení: 2014-15

Selecció espanyola
- 3 medalles d'or al Campionat del Món d'hoquei patins femení: 2016, 2017 i 2019
- 1 medalles d'or al Campionat d'Europa d'hoquei patins femení: 2015